# De geboorte van Christus (Brussel)
De geboorte van Christus is een schilderij uit de tweede helft van de 16e eeuw in de Koninklijke Musea voor Schone Kunsten van België in Brussel, vermoedelijk naar de Zuid-Nederlandse schilder Jheronimus Bosch.

## Voorstelling

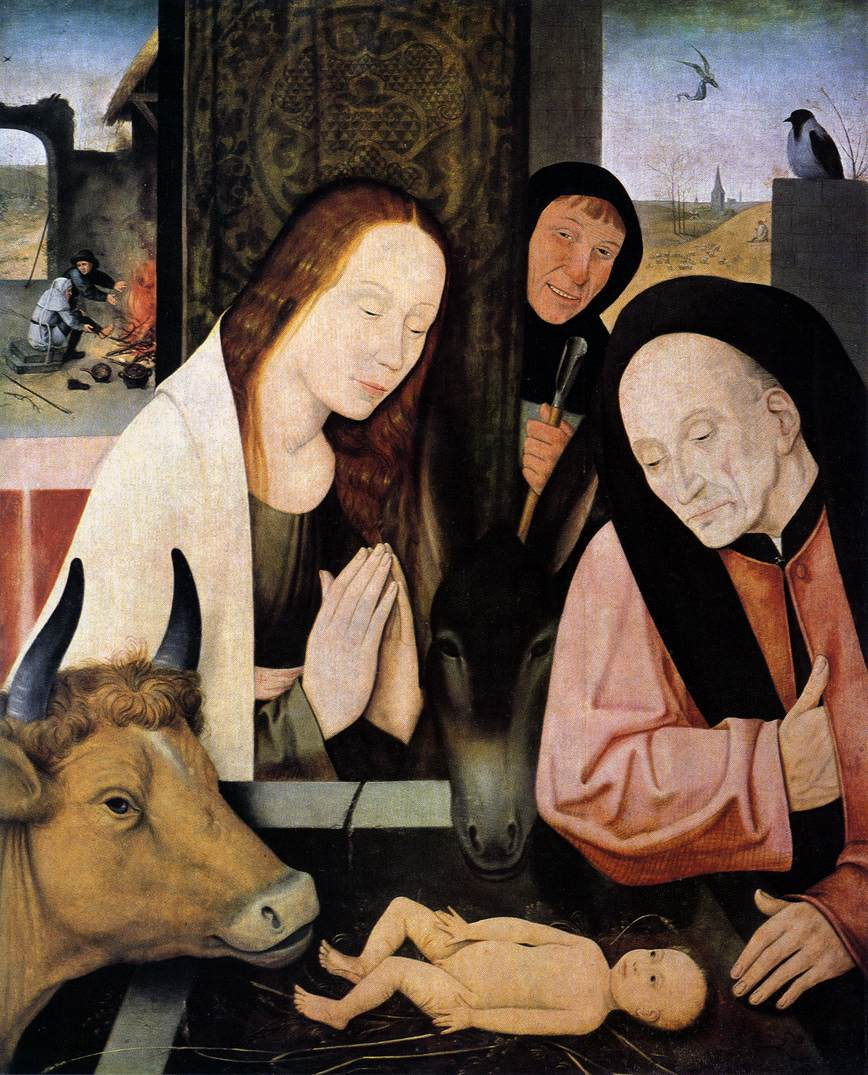
Naar of navolger van Jheronimus Bosch. Geboorte van Christus. Ca. 1568 of later. Keulen, Wallraf-Richartz-Museum.

Het stelt de geboorte van Christus voor met in de achtergrond rechts de verkondiging aan een eenzame herder. Het komt vrijwel geheel overeen met de Geboorte van Christus in het Wallraf-Richartz-Museum in Keulen, dat te boek staat als een kopie naar een verloren origineel of als het werk van een navolger van Jheronimus Bosch. Het enige verschil is het ontbreken van korenhalmen in de kribbe. Deze hebben op de versie in Keulen mogelijk dezelfde betekenis als op Hugo van der Goes' Portinari-altaar in het Uffizi, namelijk een toespeling op de betekenis van de naam Bethlehem (broodhuis) en het verhaal van Boaz en de arenlezende Ruth. Aan de bovenzijde is ten opzichte van het exemplaar in Keulen een stuk weggelaten, waardoor het schilderij bijna vierkant is. De achtergrondscènes zijn sterk vereenvoudigd. De koppen en de handen zijn meer plastisch.

## Toeschrijving
Naast het Keulse exemplaar zijn er nog twee exemplaren van deze compositie bekend: één in Huis Bergh in 's-Heerenberg en een enigszins afwijkende versie in het Noordbrabants Museum in 's-Hertogenbosch. Van al deze versies wordt het exemplaar in Brussel over het algemeen als de mindere gezien. Het werd door de Duitse kunsthistoricus Max Friedländer omschreven als ‘a crude 16th-century copy’ (een grove 16e-eeuwse kopie). Waarschijnlijk gaat het hier dan ook om een kopie. Of het hier gaat om een kopie naar een verloren gegaan werk van Jheronimus Bosch of om een kopie van de Keulse versie is niet te zeggen.

## Herkomst
Het werk werd in 1809 voor het eerst vermeld in een catalogus van de Koninklijke Musea voor Schone Kunsten van België in Brussel.

## Tentoonstellingen
De geboorte van Christus maakte deel uit van de volgende tentoonstellingen:
- Jheronimus Bosch, 17 september-15 november 1967, Noordbrabants Museum, 's-Hertogenbosch, cat.nr. 11, p. 85, met afbeelding in zwart-wit (als kopie naar Bosch, Aanbidding van het kind, 64 × 60 cm).